# Gogland
Gogland (in russo Гогланд; in finlandese Suursari; in svedese Hogland, in estone Suursaar, in tedesco Hochland) è un'isola situata nel Golfo di Finlandia, nel Mar Baltico, a 180 km da San Pietroburgo e a 35 km dalla costa finlandese (la città più vicina è Kotka). L'isola fa parte del Kingiseppskij rajon dell'Oblast' di Leningrado ed è quindi sotto la giurisdizione russa. L'isola è quasi disabitata, eccetto il personale dei guardiani dei fari e della stazione idro-meteorologica.
Il turismo sta acquistando sempre più importanza, grazie all'arrivo sull'isola di turisti russi e finlandesi. Tuttavia, nel 2006 le autorità russe hanno dichiarato Gogland una "zona di confine", il che significa che i turisti stranieri devono avere un permesso speciale per visitare l'isola; questo limita fortemente il turismo estero: solo a piccoli gruppi è consentito accedere, uno alla volta, all'isola. Il tutto non fa che gravare sul già complesso iter burocratico delle visite. 
È stata recentemente segnalata da parte della Russia l'intenzione di costruire una base militare sull'isola, che ospiterà uno stormo di elicotteri da combattimento.

## Geografia

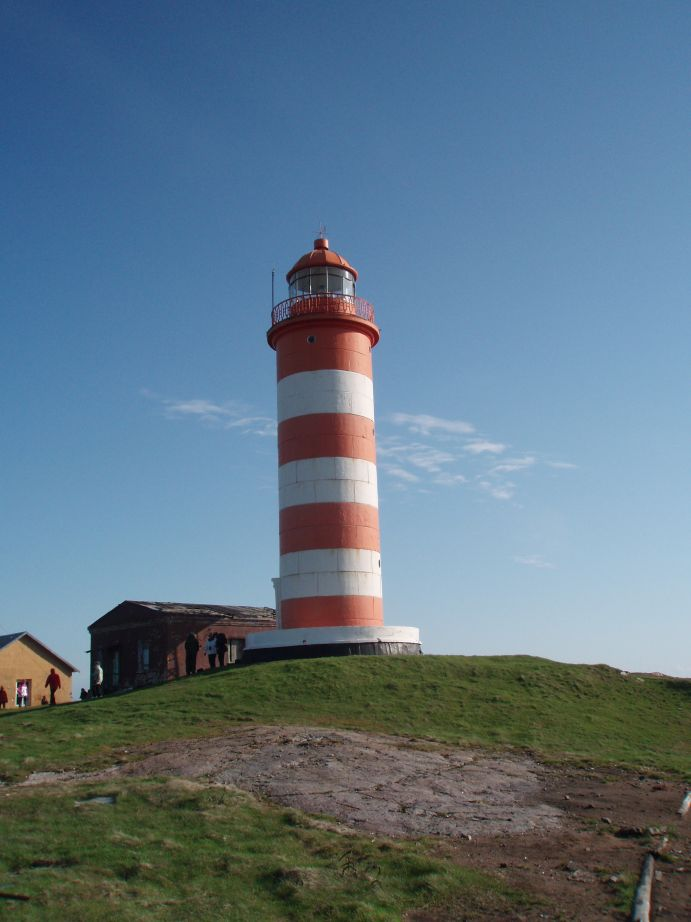
Il faro settentrionale

Gogland si estende da nord a sud per circa 11 km, ha una larghezza massima di 2,5 km e una superficie di circa 27 km². Il punto più alto dell'isola misura 175 metri. Sul lato nord-est la profonda baia Suurkjuljan-Lachti (бухта Сууркюлян-Лахти), larga all'ingresso 90 m, è accessibile a navi con un pescaggio fino a 4 m. Ci sono due fari sull'isola: il faro meridionale (Южный Гогландский), che risale al 1861, e quello settentrionale (Северный Гогландский) detto anche "Superiore" (Верхний), originariamente del 1807.
Le isole più vicine sono la finlandese Luppi, a nord, a 15 km; le isole Virginy, 10 km a sud-ovest; Rodšer, 17 km a sud-ovest e Bol'šoj Tjuters 18 km a sud-est.

## Nome
L'isola possiede altri toponimi a causa della confusione creatasi dalla traslitterazione dal Russo: in inglese, olandese e altre lingue è chiamata Hogland, in altre Gogland. Questo perché la Г russa del nome (Гогланд) non ha un vero e proprio corrispondente nell'alfabeto con caratteri latini, per cui può essere traslitterata e pronunciata, a seconda dei casi, come "G" o "H". L'"H" latina, a sua volta, coincide invece pressappoco con i grafemi Ch e Kh dell'alfabeto cirillico russo. Il nome, comunque, non è mai cambiato ufficialmente.

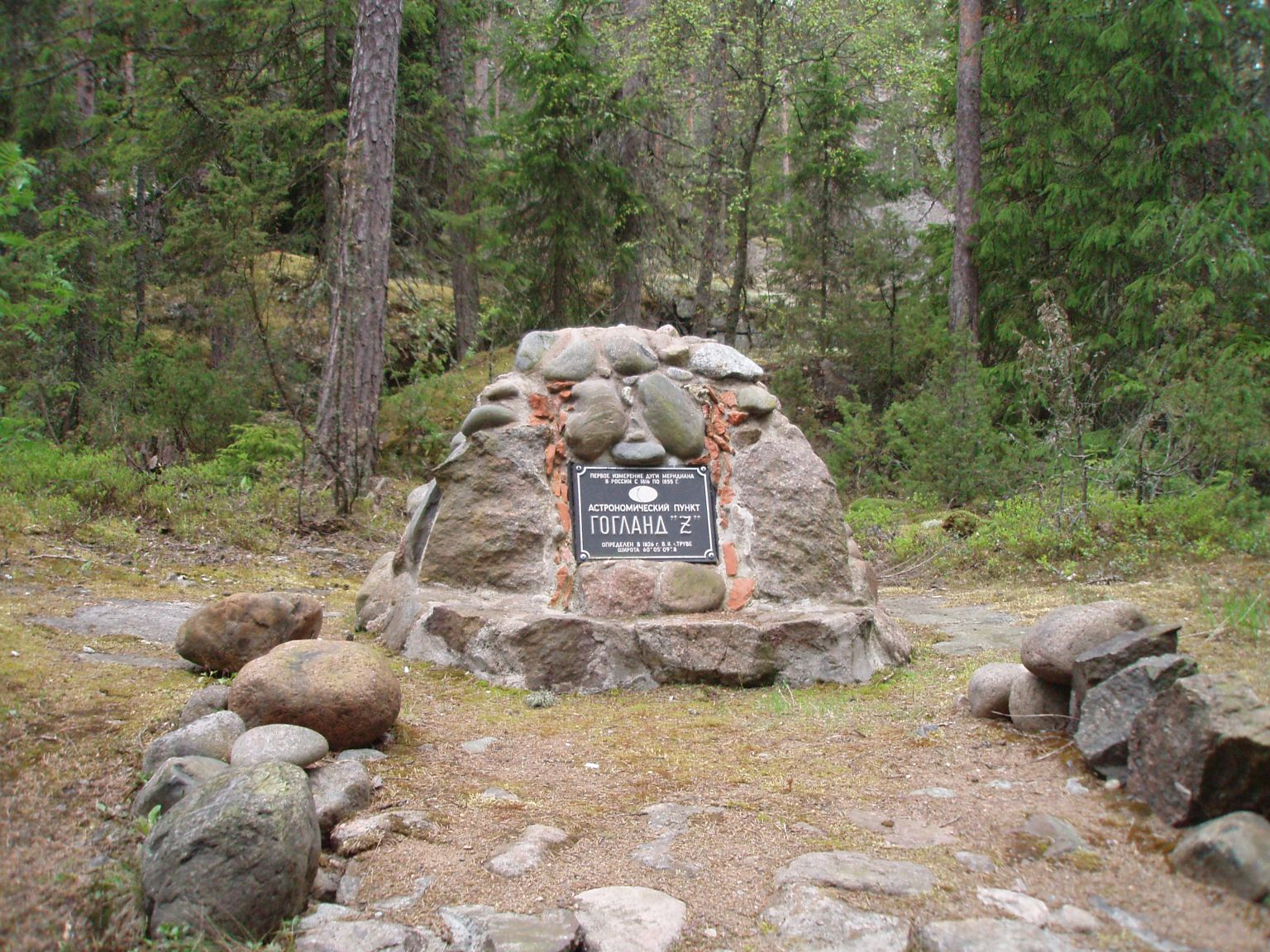
L'arco geodetico di Struve è un sistema utilizzato per determinare le esatte forme e dimensioni della Terra nel XIX secolo. È composto da più punti, allineati sull'arco che parte dalla città di Hammerfest, in Norvegia, al Mar Nero. Per Gogland passa uno di questi punti, il "Gogland Z", come si legge dall'iscrizione.

## Storia

### Grande Guerra del Nord e guerra russo-svedese
Su Gogland sono presenti tracce dei Finnici fin dalla fine del XVI secolo. L'isola fu teatro di un'azione militare, condotta durante la grande guerra del Nord, il 22 luglio 1713. Un'altra battaglia, tra la flotta russa e quella svedese, ebbe luogo invece nel 1788.

### Guerra di Crimea
Durante la Guerra di Crimea, quattro vascelli della Royal Navy - l'Arrogant, il Cossack, il Magicienne e il Ruby - distrussero le batterie di un forte russo sull'isola, mentre la flotta anglo-francese attaccava Sveaborg, prima di fare rotta per il ritorno.
Parecchi sono i naufragi avvenuti al largo dell'isola. Il più famoso, avvenuto nell'ottobre del 1856, fu quello del clipper trialbero "Amerika", il cui equipaggio venne sepolto in un vecchio cimitero finnico.
Dopo la guerra finnica, Gogland passò all'Impero Russo, nonostante fosse stata rivendicata dal Granducato di Finlandia, il quale aveva raggiunto l'indipendenza dalla Russia nel 1917. La maggior parte della popolazione vive in due villaggi di pescatori amministrati da Viipuri (Vyborg).
A Gogland avvenne una delle prime comunicazioni radio, il 6 febbraio 1900, sotto la supervisione di Alexander Popov (la data esatta e i dettagli variano leggermente da fonte a fonte).